# Круглые бани
Круглые бани — общественные бани в историческом районе Лесной в Санкт-Петербурге. Памятник эпохи конструктивизма находится на площади Мужества по адресу ул. Карбышева, дом 29а.

## История
Есть сведения, что приблизительно на этом месте с конца XIX века существовала каменная одноэтажная баня, построенная по проекту архитектора П. Ю. Сюзора в 1882 году.
Современное здание круглых бань с открытым бассейном в центре было построено в 1927—1930 годах по проекту архитектора А. С. Никольского при участии В. М. Гальперина, Н. Ф. Демкова и А. В. Крестина. Известно как «бани-шайбы».
Бани работали в блокаду Ленинграда. Осенью 1941 года бани закрылись из-за отсутствия воды, топлива и электричества, но в апреле 1942 года возобновили работу. В настоящее время бани сохраняют свою функцию.

## Архитектура

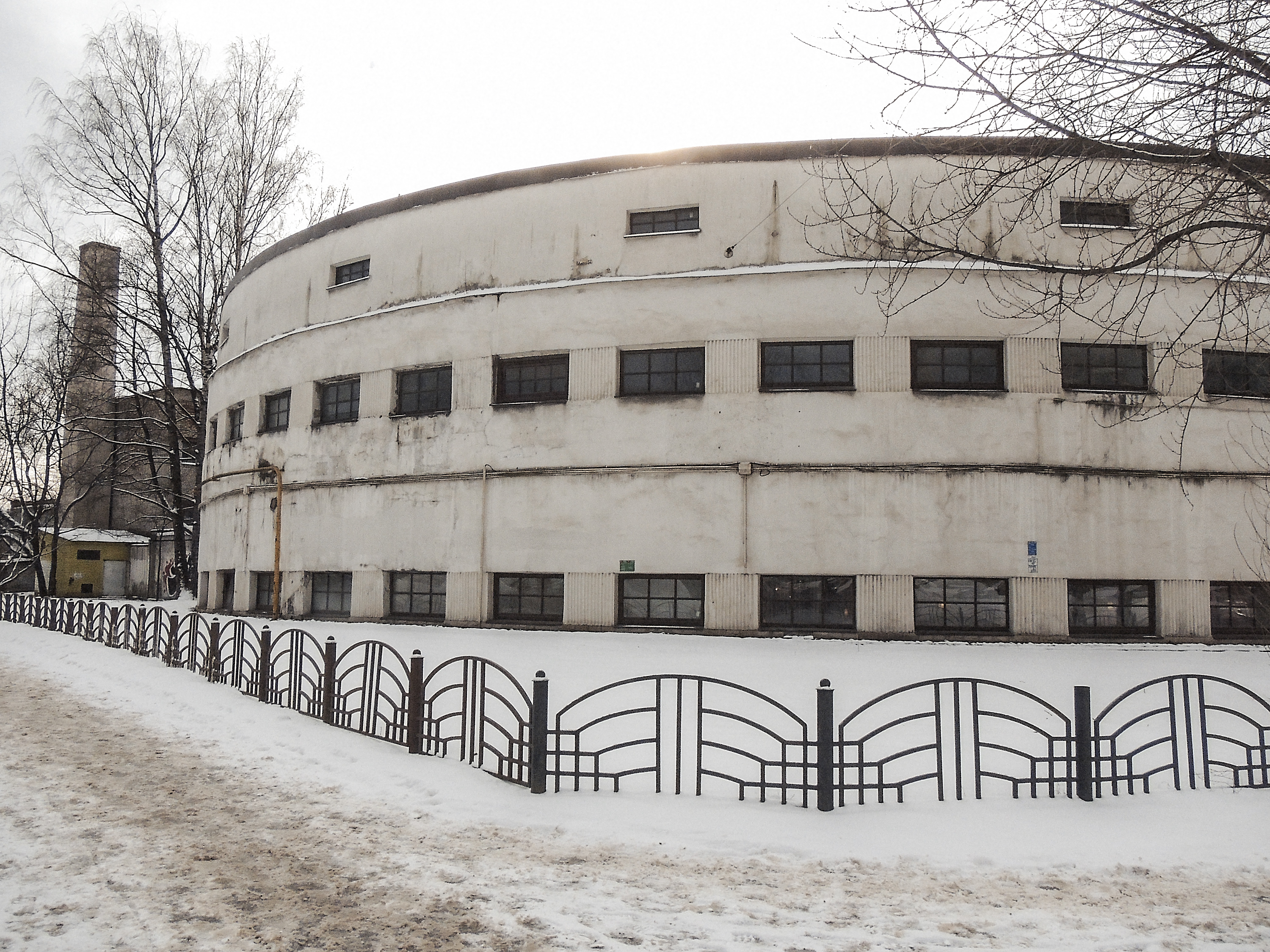

Памятник ленинградского конструктивизма, один из проектов А. С. Никольского из числа его супрематических композиций.
По проекту, комплекс состоял из бани, бассейна и солярия. Бассейн должен был располагаться во дворе, солярий — на крыше; над внутренним двориком планировалось возвести стеклянный купол, а помещения бани углубить в землю для лучшей теплоизоляции. В процессе постройки было решено отказаться от стеклянного купола, слишком сложного в реализации, а также углубления здания.
Бассейн был построен и функционирует под открытым небом в любое время года. В 2020 году КГИОП объявил о начале работ по реставрации фасадов.